# Schistostephium artemisiifolium
Schistostephium artemisiifolium es una especie de planta floral del género Schistostephium, tribu Anthemideae, familia Asteraceae. Fue descrita científicamente por Baker.
Se distribuye desde República Democrática del Congo a Sudáfrica. Puede alcanzar los 90 centímetros de altura con tallos cilíndricos de hasta 3 milímetros de diámetro. Se encuentra a altitudes de 1650–2500 metros.